# 玉吊钟
玉吊钟是景天科伽蓝菜属植物，原产马达加斯加。玉吊钟是常见的观赏多肉植物，商品名为蝴蝶之舞。与大多数落地生根类植物不同，玉吊钟在开花后不会死亡。